# Keisuke Kumakiri
Keisuke Kumakiri (熊切 圭介, Kumakiri Keisuke, 24. září 1934 – 27. listopadu 2020) byl japonský fotograf a bývalý prezident Japonské fotografické společnosti.

## Životopis
Narodil se v Šimotani Nišimači v Tokiu. V roce 1958 absolvoval katedru fotografie na Filozofické fakultě Nihon University. Studoval u fotografa Akiry Tanno. Zaměřoval se na zpravodajské fotografie a podílel se na fotografické dokumentaci uměleckých děl.
Za fotografii sirotků po incidentu s jedovatým vínem ve městě Nahari, prefektuře Mie v roce 1961 získal cenu Kódanša Three Awards.
Později jako fotograf na volné noze působil hlavně v oblasti žurnalistiky, jako jsou týdeníky, měsíčníky a grafické časopisy. Zároveň fotografoval umělecká díla, knihy a podobně.
Zemřel na aspirační pneumonii 27. listopadu 2020.
Jeho fotografie jsou ve sbírkách Tokijského muzea fotografie.